# Halosphaeraceae
Halosphaeraceae, porodica zelenih algi u redu Pyramimonadales. Sastoji se od dva roda sa dvije morske vrste.

## Rodovi
1. Pachysphaera Ostenfeld 1
2. Pterosphaera Jørgensen 1